# Dipivefrina
La dipivefrina è un profarmaco dell'adrenalina, ottenuto per esterificazione di quest'ultima con acido pivalico.

## Farmacologia

### Indicazione d'uso
La dipivefrina è utilizzata come terapia iniziale per il controllo della pressione intraoculare nel glaucoma ad angolo aperto cronico.

### Farmacodinamica
Dipivefrin è un membro di una classe di farmaci conosciuti come profarmaci. I profarmaci di solito non sono attivi di per sé e richiedono una biotrasformazione nel composto madre prima che si manifesti l'attività terapeutica. Queste modifiche sono effettuate per migliorare l'assorbimento, ridurre gli effetti collaterali e aumentare la stabilità e il comfort, rendendo così il composto madre un farmaco più utile. Un miglior assorbimento rende il profarmaco un sistema di somministrazione più efficiente per il farmaco madre perché è necessaria una quantità inferiore di farmaco per ottenere la risposta terapeutica desiderata. La dipivefrina è un profarmaco formato mediante diesterificazione dell'adrenalina e dell'acido pivalico. L'aggiunta di gruppi pivaloil all'epinefrina migliora il suo carattere lipofilo e, di conseguenza, la sua penetrazione nella camera anteriore.

### Meccanismo d'azione
La dipivefrina è un profarmaco con scarsa o nulla attività farmacologica fino a quando non viene idrolizzato in adrenalina all'interno dell'occhio umano. L'adrenalina liberata, un agonista adrenergico, sembra esercitare la sua azione stimolando i recettori α- e/o β2-adrenergici, portando a una diminuzione della produzione di umore acqueo e un miglioramento della facilità di deflusso. Il sistema di somministrazione del profarmaco dipivefrin rappresenta un modo più efficiente per fornire gli effetti terapeutici dell'adrenalina, con meno effetti collaterali rispetto alla terapia convenzionale con la stessa.

### Assorbimento
Dopo l'amministrazione oculare, la dipivefrina viene ben assorbita.

#### Volume di distribuzione
Le informazioni sul volume di distribuzione non sono disponibili.

#### Legame proteico
Le informazioni sul legame proteico non sono disponibili.

### Metabolismo
La dipivefrina viene convertita in epinefrina all'interno dell'occhio umano attraverso l'idrolisi enzimatica.

### Via di eliminazione
Le informazioni sulla via di eliminazione non sono disponibili.

#### Emivita
Le informazioni sull'emivita non sono disponibili.

#### Clearance
Le informazioni sulla clearance non sono disponibili.

### Tossicità
La dose letale DL50 orale nel ratto è di 183 mg/kg.